# Kembiritan
Kembiritan is een bestuurslaag in het regentschap Banyuwangi van de provincie Oost-Java, Indonesië. Kembiritan telt 18.452 inwoners (volkstelling 2010).